# Махлуф, Шарбель
Святой Ша́рбель (араб. مار شربل‎), в миру Юссеф Антун Махлуф (араб. يوسف أنطون مخلوف‎; 8 мая 1828[…], Бекаа-Кафра, Северный Ливан — 24 декабря 1898[…], Аннайя, Горный Ливан) — маронитский священник и монах.

## Биография
Родился в бедной христианской семье в Бекаа-Кафра (северный Ливан). При крещении получил имя в честь св. Иосифа, носил фамилию Махлуф. В три года остался без отца, воспитывался дядей.
В 23 года вступил в монастырь св. Марона в Аннайе. Во время обучения в семинарии был учеником святого Ниматтуллы Кассаба Аль-Хардини. Принес вечные обеты (стал монахом) в 1853 году. Монашеское имя, которое в 1853 году принял Юсеф Махлуф — Шарбель (Сарвил) — было взято им в честь антиохийского мученика II в. и состоит из корней со значением «царь» и «Бог». Рукоположён в священный сан в 1859 году, с 1875 года вёл жизнь отшельника.
Скончался после непродолжительной болезни в канун Рождества, 24 декабря 1898 года.

## Прославление
Ещё при жизни отец Шарбель имел репутацию святого. К нему часто обращались за советом и благословением. Сам он отличался большой преданностью таинству Евхаристии и строгостью монашеской аскезы.
Через несколько месяцев после его похорон на монастырском кладбище над могилой стали видеть свечение. Тело, из которого выделялись пот и кровь, переместили в специальную гробницу, которая стала местом многочисленных паломничеств. В 1925 году папа Пий XI разрешил начать процесс о беатификации о. Шарбеля. В 1927 и 1950 годах его мощи мироточили, ему приписывается ряд чудесных исцелений. Беатификацию (1965) и канонизацию (1977) совершил папа Павел VI.
День литургической памяти св. Шарбеля — 24 июля; кроме того, с 1993 года 22 числа каждого месяца в монастыре Аннайя совершаются публичные богослужения в его честь.

## Чудеса
Чудеса св. Шарбеля, послужившие основой для его беатификации и канонизации:
- исцеление сестры Марии Абель Камари из монастыря Двух Пресвятых Сердец
- исцеление Искандара Наима Обеида из Баатбада
- исцеление Мариам Авад из Аммана

Многие чудеса произошли после смерти святого. Одним из наиболее известных является случай Нохад Эль Шами, 55 летней женщины, страдавшей от паралича. В ночь на 22 января 1993 года она увидела во сне двух монахов-маронитов, стоящих у её кровати. Один из них наложил руки ей на шею и произвел на ней операцию в то время, пока второй подкладывал подушку под её шею. Проснувшись, Нохад обнаружила две раны на шее. Она полностью выздоровела и могла свободно ходить. Она считала, что оперировал её св. Шарбель, но она не узнала второго монаха. На следующую ночь она снова увидела святого во сне. Он сказал: «Я сделал тебе операцию, чтобы люди увидели и их вера вернулась. Прошу тебя посещать скит 22 числа каждого месяца и регулярно участвовать в мессах всю оставшуюся жизнь». По распространённому мнению, вторым монахом был Святой Марон.